# جان آر. تورنتون
جان آر. تورنتون (به انگلیسی: John R. Thornton) سناتور سابق عضو حزب دموکرات ایالات متحده آمریکا بود. وی در سال ۱۹۱۰ تا ۱۹۱۵ میلادی سناتور ایالت لوئیزیانا در سنای ایالات متحده آمریکا بود.